# Tuttle (Oklahoma)
Tuttle es una ciudad ubicada en el condado de Grady en el estado estadounidense de Oklahoma. En el año 2010 tenía una población de 	6019	habitantes y una densidad poblacional de 	79,72 personas por km².

## Geografía
Tuttle se encuentra ubicada en las coordenadas 35°17′42″N 97°47′8″O / 35.29500, -97.78556 (35.294963, -97.785683).

## Demografía
Según la Oficina del Censo en 2000 los ingresos medios por hogar en la localidad eran de $40,396 y los ingresos medios por familia eran $48,682. Los hombres tenían unos ingresos medios de $35,599 frente a los $25,850 para las mujeres. La renta per cápita para la localidad era de $18,250. Alrededor del 5.8% de la población estaban por debajo del umbral de pobreza.